# Rio Open 2015
Il Rio Open 2015 è  un torneo professionistico di tennis giocato all'aperto sulla terra rossa. È  la 2ª edizione dell'evento. Il torneo fa parte dell'ATP World Tour 500 series nell'ambito dell'ATP World Tour 2015 per gli uomini, e per le donne alla categoria International del WTA Tour 2015. Sia il torneo maschile che quello femminile si sono svolti al Jockey Club Brasileiro di Rio de Janeiro in Brasile, dal 16 al 22 febbraio 2015.

## Partecipanti ATP

### Teste di serie
| Nazionalità | Giocatore        | Ranking | Testa di serie* |
| ----------- | ---------------- | ------- | --------------- |
| Spagna      | Rafael Nadal     | 3       | 1               |
| Spagna      | David Ferrer     | 9       | 2               |
| Spagna      | Tommy Robredo    | 17      | 3               |
| Italia      | Fabio Fognini    | 26      | 4               |
| Argentina   | Leonardo Mayer   | 30      | 5               |
| Uruguay     | Pablo Cuevas     | 32      | 6               |
| Colombia    | Santiago Giraldo | 33      | 7               |
| Slovacchia  | Martin Kližan    | 38      | 8               |

* Le teste di serie sono basate sul ranking al 9 febbraio 2015.

### Altri partecipanti
I seguenti giocatori hanno ricevuto una wildcard per il tabellone principale:
- Guilherme Clezar
- João Souza
- Elias Ymer

I seguenti giocatori sono passati dalle qualificazioni:

- Facundo Argüello
- Marco Cecchinato
- Thiemo de Bakker
- Daniel Gimeno Traver

## Partecipanti WTA

### Teste di serie
| Nazionalità | Giocatrice            | Ranking | Testa di serie* |
| ----------- | --------------------- | ------- | --------------- |
| Italia      | Sara Errani           | 13      | 1               |
| Romania     | Irina-Camelia Begu    | 34      | 2               |
| Italia      | Roberta Vinci         | 40      | 3               |
| Stati Uniti | Madison Brengle       | 46      | 4               |
| Spagna      | Sílvia Soler Espinosa | 67      | 5               |
| Svezia      | Johanna Larsson       | 71      | 6               |
| Slovacchia  | Anna Schmiedlová      | 75      | 7               |
| Slovenia    | Polona Hercog         | 76      | 8               |

* Le teste di serie sono basate sul ranking al 9 febbraio 2015.

### Altre partecipanti
Le seguenti giocatrici hanno ricevuto una wildcard per il tabellone principale:
- Paula Cristina Gonçalves
- Beatriz Haddad Maia

Le seguenti giocatrici sono passate dalle qualificazioni:

- Estrella Cabeza Candela
- Verónica Cepede Royg
- Sara Sorribes Tormo
- Montserrat González
- María Irigoyen
- Ana Bogdan

## Campioni

### Singolare maschile
David Ferrer ha sconfitto in finale  Fabio Fognini per 6-2, 6-3.
- È il ventitreesimo titolo in carriera per Ferrer, il secondo del 2015.

### Singolare femminile
Sara Errani ha battuto in finale  Anna Schmiedlová con il punteggio di 7–6(2), 6-1.
- Per la tennista romagnola è il primo titolo in singolare del 2015 e l'ottavo in carriera.

### Doppio maschile
Martin Kližan /  Philipp Oswald hanno sconfitto in finale  Pablo Andújar /  Oliver Marach per 7–6(3), 6-3.

### Doppio femminile
Ysaline Bonaventure /  Rebecca Peterson hanno battuto per ritiro sul 3-0 la coppia  Irina-Camelia Begu /  María Irigoyen.